# The Good Soldiers
The Good Soldiers es un libro de no ficción sobre el aumento de tropas de 2007 en Irak escrito por David Finkel, que narra el despliegue del 2.º Batallón, 16.º Regimiento de Infantería, 4.º Equipo de Combate de Brigada, 1.ª División de Infantería, apodado "Rangers", bajo el mando del teniente coronel Ralph Kauzlarich. La historia sigue a Kauzlarich mientras experimenta la realidad de la guerra y pierde soldados por primera vez.

## Trasfondo
En 2007, David Finkel se integró al 2.º Batallón, 16.º Regimiento de Infantería del 4.º Equipo de Combate de la Brigada de Infantería, 1.ª División de Infantería, también conocidos como los "2-16 Rangers", mientras trabajaban para estabilizar una zona de Bagdad. Durante este tiempo, presenció de primera mano las realidades de la guerra y el coste que cobra a quienes participan en ella. Basándose en su experiencia informando sobre las actividades de Estados Unidos en Yemen, David Finkel escribe sobre la entonces guerra de Irak en curso desde la perspectiva de un solo Batallón de Infantería del Ejército de Estados Unidos.

## Recepción
The Good Soldiers recibió el premio ALA Alex (2010) y el premio Cornelius Ryan.